# Cerophysa andrewesi
Cerophysa andrewesi es un coleóptero de la familia Chrysomelidae.
Fue descrita científicamente en 1904 por Jacoby.